# Ernst Heinrich Abel
Ernst Heinrich Abel (Zerbst, 20 settembre 1721 – Brema, 1787) è stato un pittore tedesco, membro della famiglia Abel.

## Biografia
Fu attivo a Brema nella seconda metà del settecento, diventando un affermato ritrattista, soprattutto maschile. Era fratello del pittore Ernst August Abel e dei musicisti Leopold August Abel e Karl Friedrich Abel.